# 양한열
양한열(2003년 8월 17일~)은 대한민국의 아역 배우이다. 2007년 CF 광고 모델 첫 데뷔한 그는 이후 2011년 TV 시리즈 《최고의 사랑》에서 일명 '띵똥'이라 불리는 구애정의 조카 '구형규' 역을 맡았다.

## 학력
- 증포초등학교 (졸업)
- 증포중학교 (졸업)
- 이천제일고등학교 디지털전자과 (졸업)
- 백석예술대학교 연기과 (재학)

## 출연작

### 영화
- 2011년 《조선명탐정: 각시투구꽃의 비밀》 ... 어린 노비 3 역
- 2011년 《위험한 상견례》 ... 어린 이대호 역
- 2013년 《파파로티》 ... 지민 역
- 2013년 《미나문방구》 ... 태권 역
- 2013년 《완전 소중한 사랑》 ... 온유 조카 역(우정출연)

### 드라마
- 2008년 MBC 일일시트콤 《그분이 오신다》 ... 어린 이재용 역(정재용 아역)
- 2009년 KBS2 주말연속극 《솔약국집 아들들》 ... 할머니와 짜장면 먹는 아이 역
- 2011년 MBC 미니시리즈 《최고의 사랑》 ... 구형규(띵똥) 역
- 2011년 SBS 미니시리즈 《천일의 약속》 ... 차지민 역
- 2011년 KBS2 단막극 《KBS 드라마 스페셜 - 아내가 사라졌다》 ... 세준
- 2011년 MBC 시트콤 《하이킥! 짧은 다리의 역습》 ... 윤지석과 동병상련의 처지로 짝사랑을 앓는 꼬마 역
- 2012년 SBS Plus 미니시리즈 《풀하우스 2》 ... 김주현 역
- 2012년 MBC 창사 51주년 특별기획 《마의》 ... 영달의 여리꾼 친구 역
- 2013년 투니버스 어린이드라마 《벼락 맞은 문방구》 ... 양한열 역
- 2013년 SBS 주말연속극 《결혼의 여신》 ... 노장우 역
- 2014년 SBS 드라마 스페셜 《너희들은 포위됐다》 ... 박민수 역
- 2014년 KBS2 일일연속극 《달콤한 비밀》 ... 권혁민 역
- 2015년 tvN 금토드라마 《하트 투 하트》
- 2015년 EBS1 어린이드라마 《돌진! 슈퍼가정부와 위험한 동네》 ... 무식한 역
- 2015년 MBC 미니시리즈 《그녀는 예뻤다》 ... 어린 지성준 역 (박서준 아역)
- 2019년 JTBC 금토드라마 《아름다운 세상》 ... 이기찬 역
- 2019년 tvN 월화드라마 《어비스》 ... 어린 차민 역 (안효섭 아역)
- 2019년 KBS2 월화드라마 《퍼퓸》 ... 소년 서이도 역 (신성록 아역)
- 2022년 넷플릭스 오리지널 시리즈 《지금 우리 학교는》 ... 유준성 역

## 연기 외 활동

### 예능
- 2017년 EBS1 《놀자고GO》
- 2018년 tvN 《둥지탈출 시즌3》 (2018년 5월 15일 ~ 2018년 5월 22일)

### 광고
- SK 텔레콤
- GS 칼텍스 아임유어에너지 목욕탕 편

## 수상 경력
| 연도 | 시상식         | 부문   | 작품          | 결과 |
| ---- | -------------- | ------ | ------------- | ---- |
| 2011 | MBC 드라마대상 | 아역상 | 최고의 사랑   | 수상 |
| 2015 | MBC 연기대상   | 아역상 | 그녀는 예뻤다 | 수상 |